# Église Saint-Médard de Cheviré-le-Rouge
L'église Saint-Médard est une église située à Cheviré-le-Rouge, en France.

## Localisation
L'église est située dans le département français de Maine-et-Loire, sur la commune de Cheviré-le-Rouge.

## Description

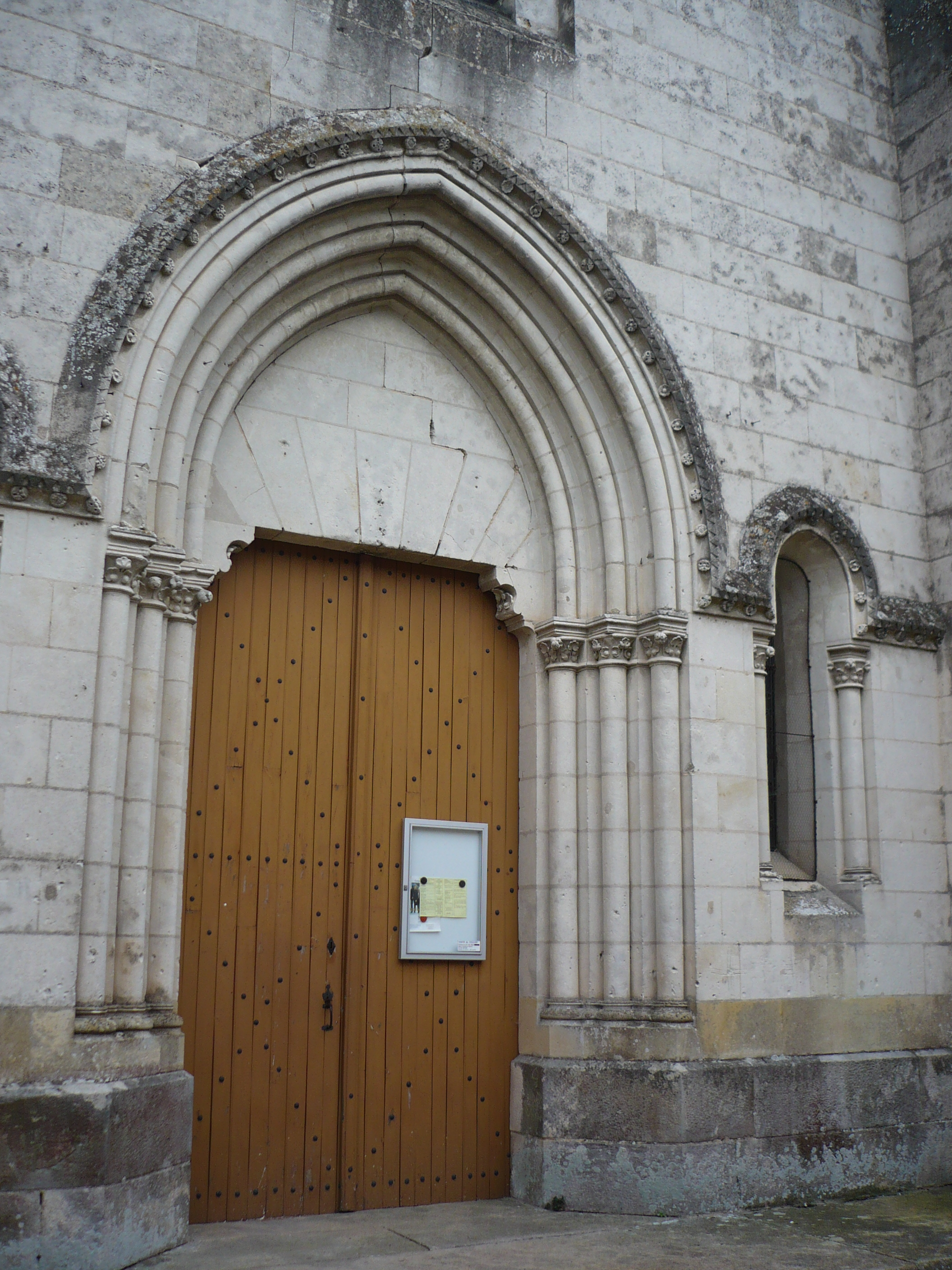
Porte.
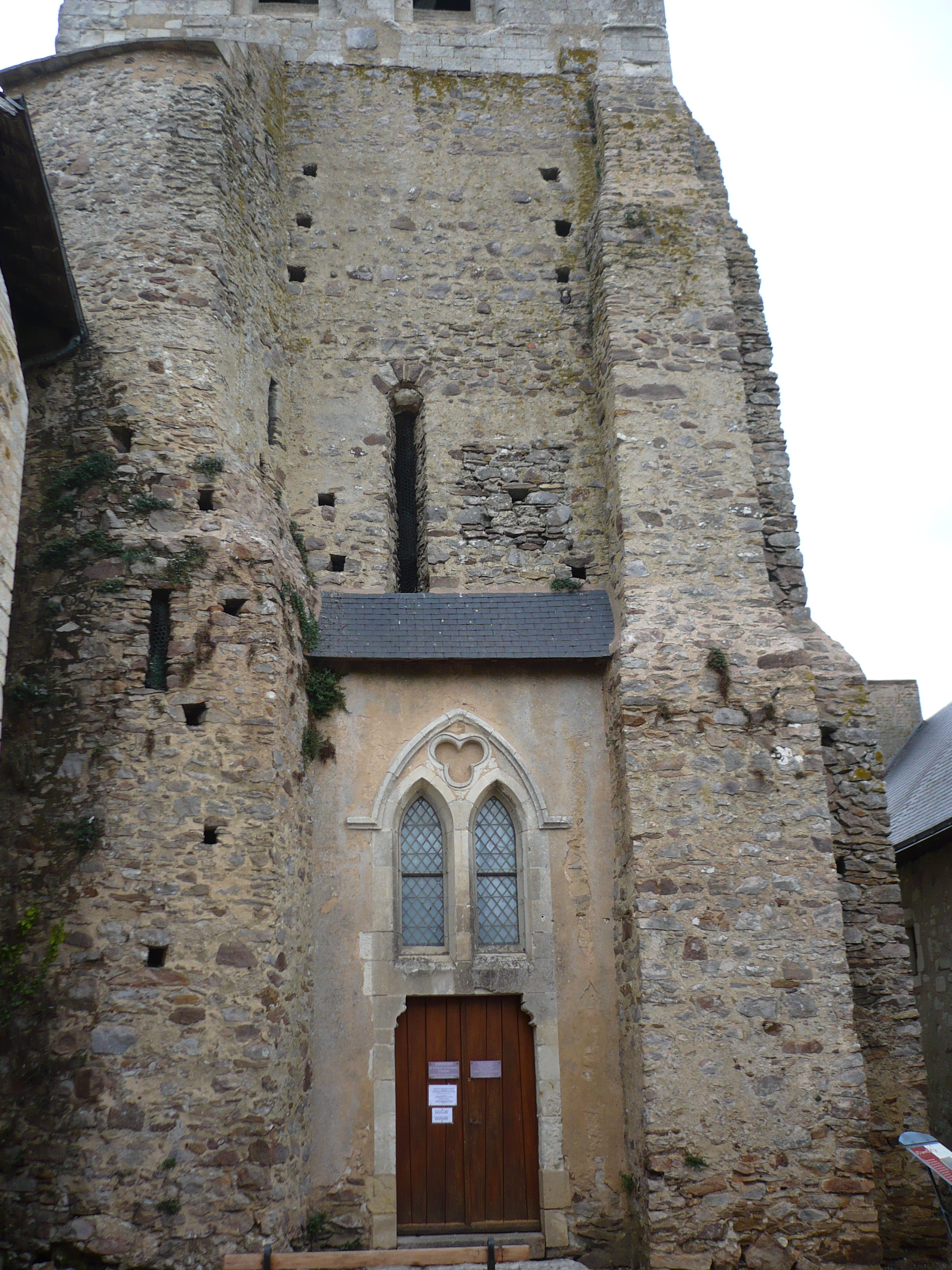
Façade.
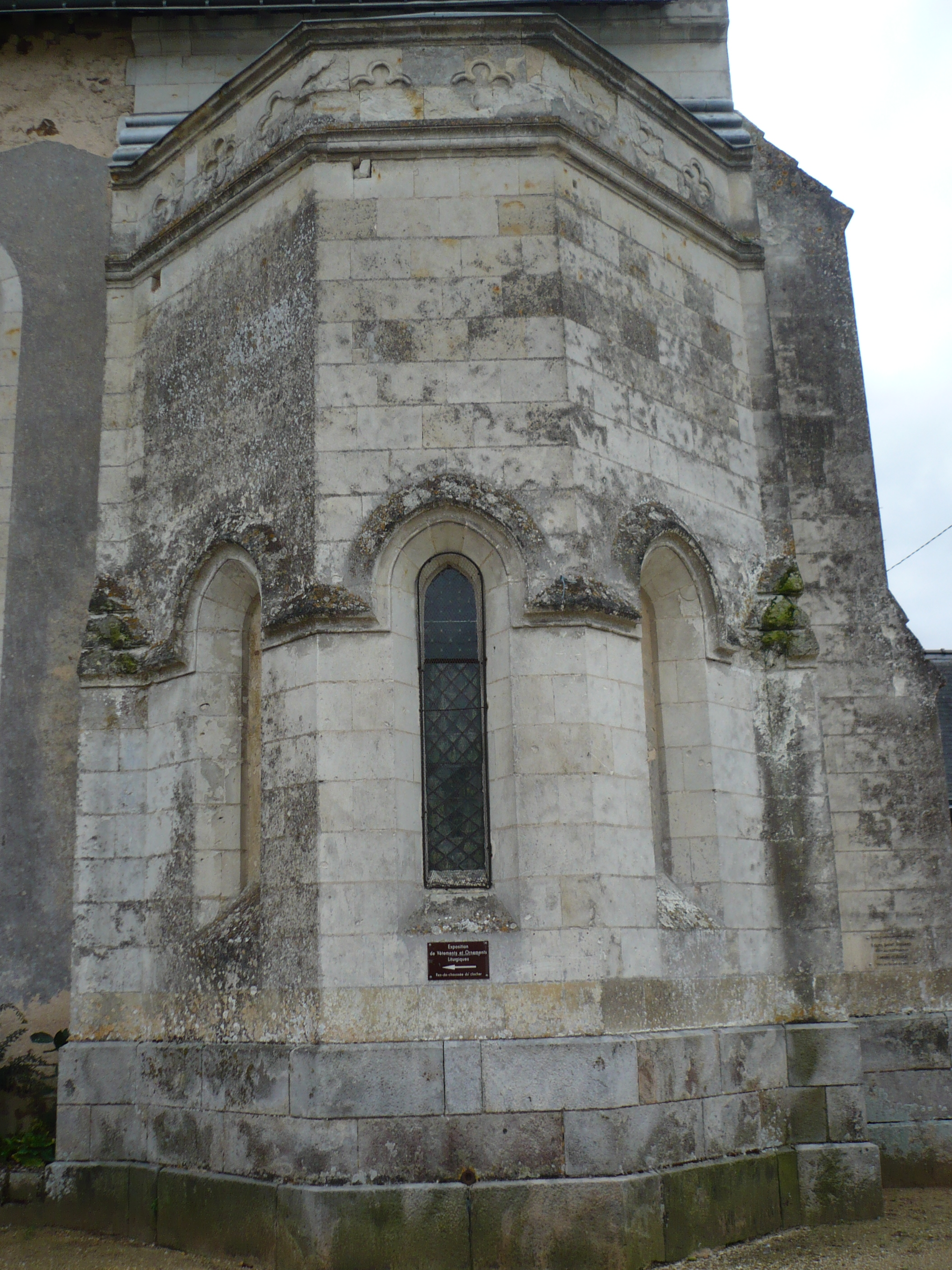
Façade.

## Historique
L'édifice est classé au titre des monuments historiques en 1966.